# FC Encamp
FC Encamp är en fotbollsklubb från Encamp i Andorra. Klubben har vunnit den inhemska ligan två gånger (1996 och 2002). Säsongen 2002-2003 deltog Encamp i kvalomgångarna till UEFA-cupen men blev utslagna av det ryska laget FC Zenit Sankt Petersburg efter att ha förlorat med 5-0 på hemmaplan och 8-0 på bortaplan. 2003 deltog laget i Intertoto-cupen men blev utslagna i första omgången av Lierse SK.

## Meriter
- Andorranska mästare: 1996, 2002.[1]

## Placering tidigare säsonger
| Säsong  | Nivå | Liga            | Placering | Referens | Notering |
| ------- | ---- | --------------- | --------- | -------- | -------- |
| 1995/96 | 1    | Primera Divisió | 1         | [ 2 ]    |          |
| 1996/97 | 1    | Primera Divisió | 3         | [ 3 ]    |          |
| 1997/98 | 1    | Primera Divisió | 3         | [ 4 ]    |          |
| 1998/99 | 1    | Primera Divisió | 3         | [ 5 ]    |          |
| 1999/00 | 1    | Primera Divisió | 4         | [ 6 ]    |          |
| 2000/01 | 1    | Primera Divisió | 7         | [ 7 ]    |          |
| 2001/02 | 1    | Primera Divisió | 1         | [ 8 ]    |          |
| 2002/03 | 1    | Primera Divisió | 2         | [ 9 ]    |          |
| 2003/04 | 1    | Primera Divisió | 4         | [ 10 ]   |          |
| 2004/05 | 1    | Primera Divisió | 8         | [ 11 ]   |          |
| 2005/06 | 2    | Segona Divisió  | 1         | [ 12 ]   |          |
| 2006/07 | 1    | Primera Divisió | 7         | [ 13 ]   |          |
| 2007/08 | 2    | Segona Divisió  | 3         | [ 14 ]   |          |
| 2008/09 | 2    | Segona Divisió  | 1         | [ 15 ]   |          |
| 2009/10 | 1    | Primera Divisió | 7         | [ 16 ]   |          |
| 2010/11 | 1    | Primera Divisió | 7         | [ 17 ]   |          |
| 2011/12 | 2    | Segona Divisió  | 1         | [ 18 ]   |          |
| 2012/13 | 1    | Primera Divisió | 7         | [ 19 ]   |          |
| 2013/14 | 1    | Primera Divisió | 6         | [ 20 ]   |          |
| 2014/15 | 1    | Primera Divisió | 6         | [ 21 ]   |          |
| 2015/16 | 1    | Primera Divisió | 7         | [ 22 ]   |          |
| 2016/17 | 1    | Primera Divisió | 6         | [ 23 ]   |          |
| 2017/18 | 1    | Primera Divisió | 7         | [ 24 ]   |          |
| 2018/19 | 1    | Primera Divisió | 8         | [ 25 ]   |          |
| 2019/20 | 2    | Segona Divisió  | 3         | [ 26 ]   |          |
| 2020/21 | 2    | Segona Divisió  | 3         | [ 27 ]   |          |
| 2021/22 | 2    | Segona Divisió  | 6         | [ 28 ]   |          |
| 2022/23 | 2    | Segona Divisió  |           | [ 29 ]   |          |